# Appendicula pendula
Appendicula pendula är en orkidéart som beskrevs av Carl Ludwig von Blume. Appendicula pendula ingår i släktet Appendicula och familjen orkidéer. Inga underarter finns listade i Catalogue of Life.